# Aumühle
Aumühle è un comune di 3 237 abitanti abitanti dello Schleswig-Holstein, situato a circa 20 chilometri a est di Amburgo, in Germania.
Appartiene al circondario del ducato di Lauenburg ed è parte dell'Amt Hohe Elbgeest.
Il comune di Aumühle confina con i distretti di Aumühle, Billenkamp e Friedrichsruh si trova a circa 20 chilometri a est di Amburgo nel Sachsenwald, la più grande area forestale dello Schleswig-Holstein, che è un'area ricreativa locale per la regione metropolitana di Amburgo.